# Chytranthus klaineanus
Chytranthus klaineanus är en kinesträdsväxtart som beskrevs av Ludwig Radlkofer och Adolf Engler. Chytranthus klaineanus ingår i släktet Chytranthus och familjen kinesträdsväxter. Inga underarter finns listade i Catalogue of Life.